# Российско-сальвадорские отношения
Росси́йско-сальвадо́рские отноше́ния — двусторонние дипломатические отношения между Россией и Сальвадором.

## История
Дипломатические отношения между Россией и Сальвадором были установлены 3 июня 1992 года. В 1993 году российский посол в Никарагуа и по совместительству в Сальвадоре вручил верительные грамоты президенту Сальвадора. В 1995 году в Сан-Сальвадоре было открыто почётное консульство России. С 2009 года между странами действует безвизовый режим.
21-22 августа 2011 министр иностранных дел Российской Федерации Сергей Лавров посетил с официальным визитом Сальвадор, где провёл переговоры с министром иностранных дел Уго Мартинесом. Было подписано Соглашение об основах отношений между странами.
Послом Сальвадора в ФРГ и по совместительству в России с 2010 года является Анита Кристина Эшер Эчеверрия. Послом России в Сальвадоре 19 октября 2011 года назначен Николай Владимир, также являющийся послом в Никарагуа и Гондурасе.
27 марта 2015 года главы МИД России и Сальвадора Сергей Лавров и Уго Мартинес подписали межправительственное соглашение об условиях отказа от визовых формальностей.